# Geologischer Aufschluss Im Schiffswinkel

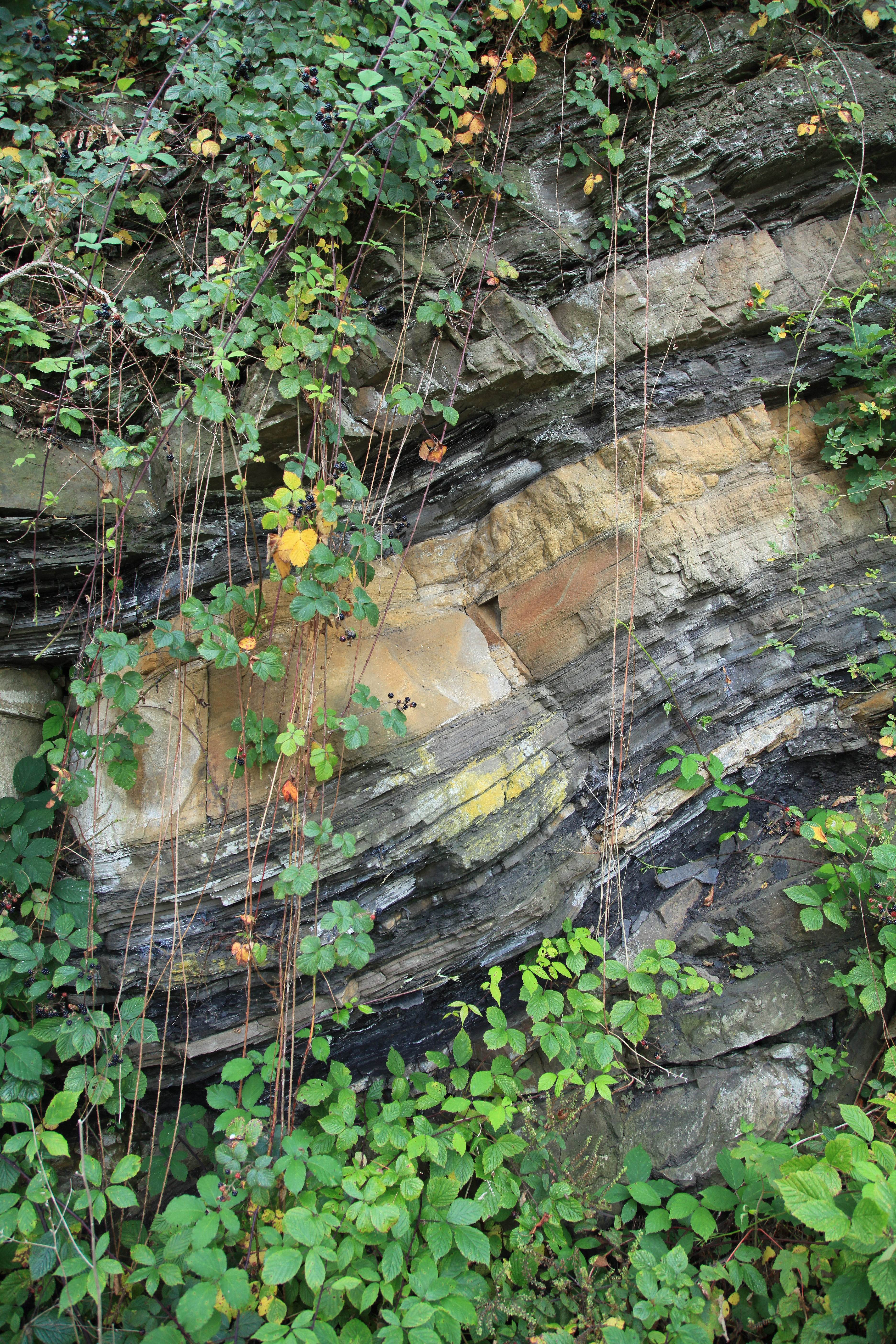
Geologischer Aufschluss 2012

Der Geologischer Aufschluss Im Schiffswinkel ist ein etwa 200 m langer Aufschluss im Ardeygebirge in Herdecke an der Ruhr, am Westufer des Hengsteysees. Er ist ein Schaupunkt des Energiewirtschaftlichen Wanderwegs Herdecke. Er befindet sich unweit der ehemaligen Zeche Gotthilf. Aufgeschlossen sind die (flözführenden) Sprockhöveler Schichten und (flözleeren) Vorhaller Schichten, die vor etwa 300 Millionen Jahren im Karbon entstanden. Die Grenze liegt etwa 50 m links von der Informationstafel. Die im Ruhrsandstein eingebetteten kohligen Schichten entstanden durch Treibholz.